# Dicranota integriloba
Dicranota (Rhaphidolabis) integriloba là một loài ruồi trong họ Pediciidae. Chúng phân bố ở vùng sinh thái Nearctic.